# جواكيم جوميس
جواكيم جوميس (بالإسبانية: Joaquim Gomis Serdañons)‏ هو شخصية أعمال ومصور إسباني، ولد في 1902 في برشلونة في إسبانيا، وتوفي بنفس المكان في 1991.